# Renault Zoe
La Renault Zoe è una vettura utilitaria realizzata dalla Renault dal 2013 al 2024.
Si tratta sostanzialmente della versione ad alimentazione elettrica della Clio, storica utilitaria della casa francese. Nel 2019 è stata presentata la seconda serie, sulla base della Renault Clio IV.

## Genesi del modello
La Zoe fa parte di un ampio progetto concepito dalla casa francese già diversi anni prima: esso prevedeva la creazione di una sottogamma di veicoli dal ridotto impatto ambientale in termini di inquinamento, e quindi con propulsione mediante motore elettrico. L'idea del progetto Z.E. (Zero Emissions), varato nel 2008, si prefiggeva quindi di andare oltre la soluzione ibrida che stava già iniziando a prendere piede e ad annoverare alcuni validi rappresentanti nel panorama automobilistico mondiale dei primi anni 2000. Da tale progetto sarebbero in seguito nati i modelli Kangoo Z.E., derivato dall'omonimo furgoncino, Fluence, una berlina a 3 volumi, e Twizy, una sorta di via di mezzo tra una vettura e una moto, ma con trazione elettrica.

### Le concept car Zoe

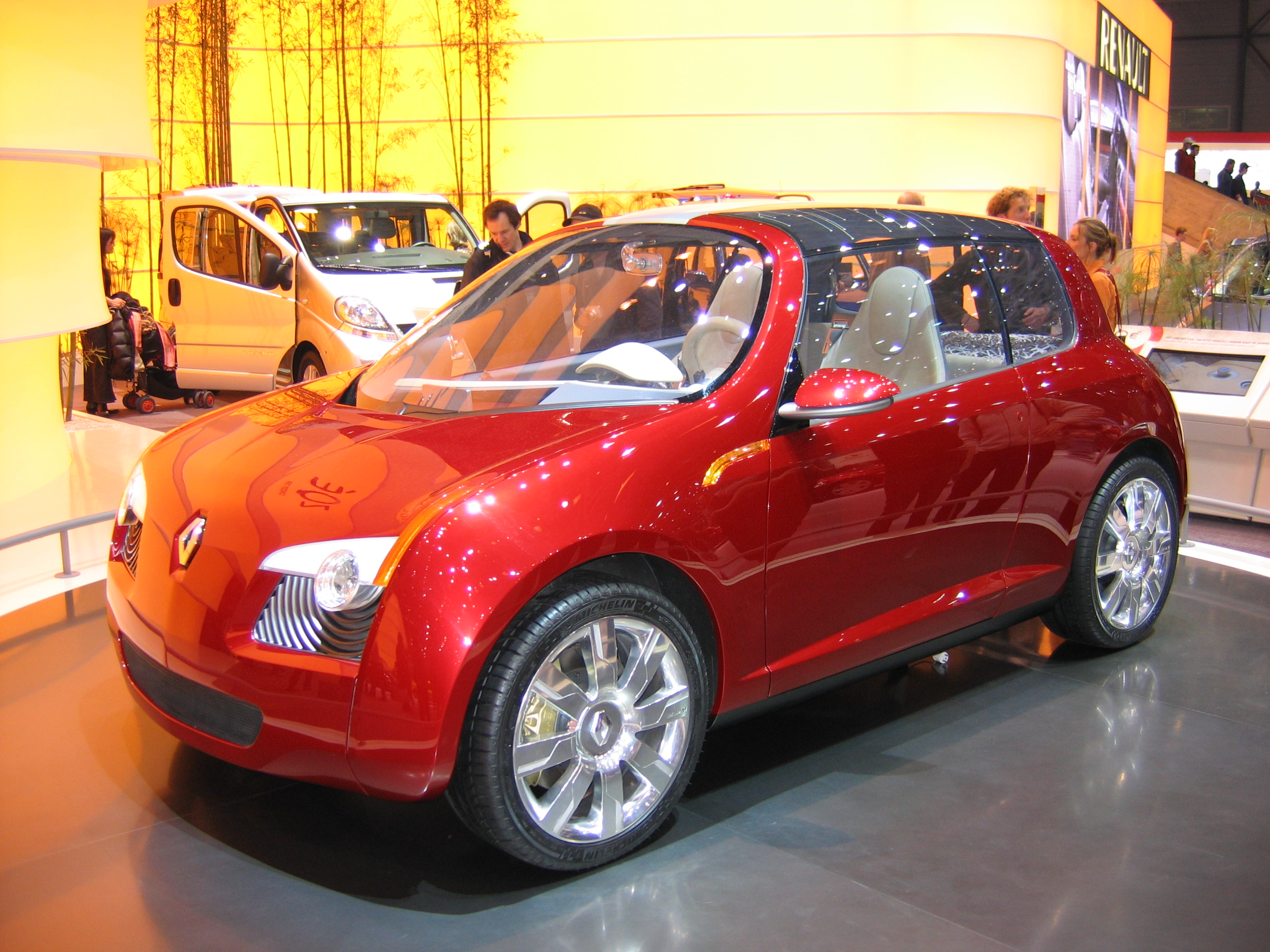
La Renault Zoé City Car

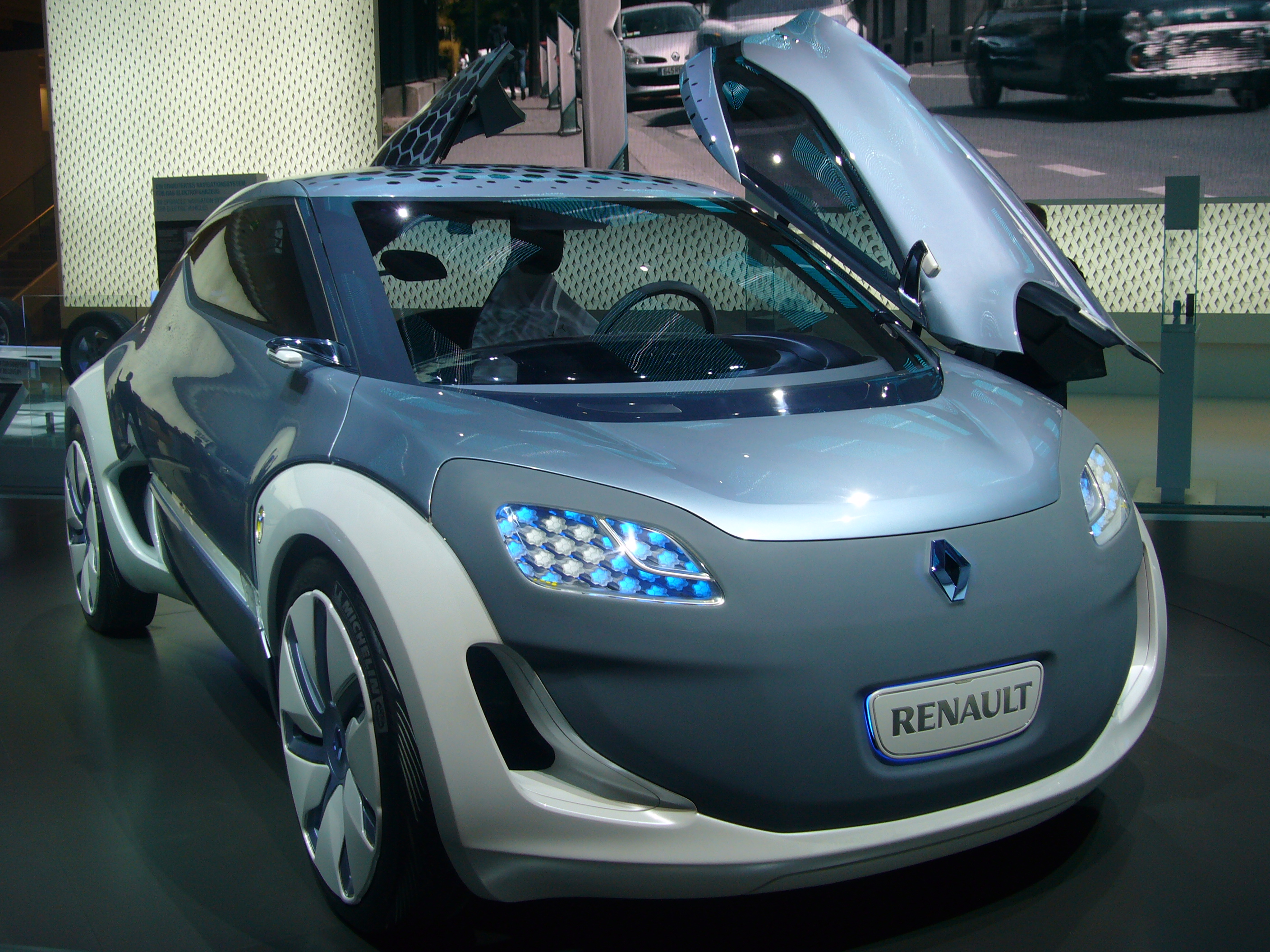
La Renault Zoe Concept

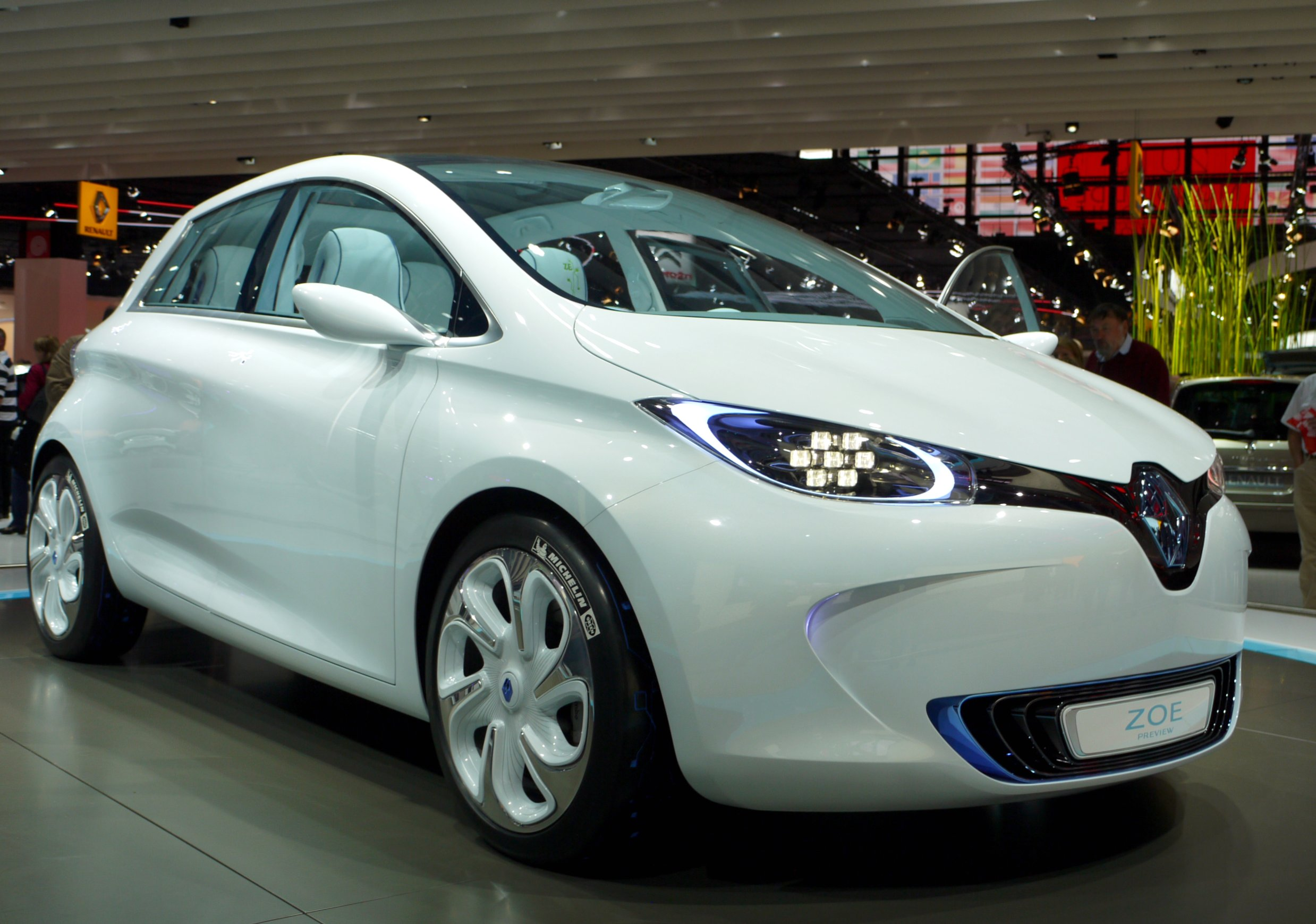
La Renault Zoe Preview

Per quanto riguarda la Zoe, essa rappresenta nel suo modello definitivo il punto di arrivo di un cammino evolutivo che affonda le sue radici già nel 2005, ben prima del varo dello stesso progetto Z.E.: in quell'anno Renault presentò al Salone di Ginevra la prima di una serie di concept car dal nome Zoe. La concept del 2005, disegnata da Patrick Le Quément e nota anche come Zoé City Car (con l'accento finale), era una particolare vettura a tre posti lunga appena 3.45 metri, con tetto trasparente sollevabile, portiera lato conducente apribile in maniera consueta, portiera lato passeggero scorrevole elettricamente, lunotto apribile indipendentemente dal portellone.
Tra le principali differenze con le successive Zoe vi è innanzitutto la presenza di un classico motore 1.2 a combustione interna con sovralimentazione mediante turbocompressore, propulsore in grado di erogare fino a 100 CV e che in tale versione sovralimentata sarebbe stato in seguito montato anche su alcuni modelli della normale produzione in serie. La Zoé del 2005 montava un cambio robotizzato a 5 rapporti. Questa concept introdusse in pratica solo la denominazione del futuro modello di serie e la tipologia di vettura, a vocazione cittadina.
Alla concept del 2005 seguì quella del 2009, che invece introdusse la propulsione elettrica: la vettura, fu presentata al Salone di Francoforte. La Zoe del 2009 (nome completo Zoe Concept) era caratterizzata dalla presenza di un motore elettrico alimentato da batterie al litio, motore in grado di erogare fino a 95 CV di potenza massima. La vettura era in grado di percorrere fino a 160 km con una carica, poteva raggiungere una velocità massima di 140 km/h e poteva essere ricaricata mediante una presa da 230 V. Tra le altre caratteristiche vi era la presenza di un tetto a pannelli solari che alimentava l'impianto di condizionamento, mentre erano montate due grandi portiere incernierate sul montante anteriore. La carrozzeria era più futuristica di quella della concept del 2005, e gli ingombri erano sensibilmente superiori (4.1 metri) e prefiguravano quelli della vettura definitiva.
Il passo successivo fu compiuto nel 2010 con la presentazione della Zoe Preview, che anticipava quasi del tutto il modello definitivo, specialmente dal punto di vista estetico, visto che il corpo vettura sarebbe rimasto pressoché inalterato salvo che per pochi particolari. Secondo la Renault, la concept del 2010 era identica al modello di serie per il 90% dei suoi componenti. Il motore elettrico era lo stesso di quello della concept precedente, ma depotenziato a 80 CV. La velocità massima era di 135 km/h, mentre l'autonomia rimase invariata.

### Il modello definitivo
Al Salone di Ginevra del 2012 fu svelata la Zoe definitiva per la cui commercializzazione si sarebbe dovuto tuttavia attendere la fine dello stesso anno. Alla stampa fu dato modo di testare la vettura mediante prove a temperature bassissime per valutare l'affidabilità delle batterie anche in tali condizioni climatiche. Sono stati effettuati anche dei crash test per verificare che le batterie non si incendiassero in seguito a un impatto. Ai test dell'Euro NCAP la vettura ha ottenuto le 5 stelle.

## Caratteristiche

### Design esterno e interno

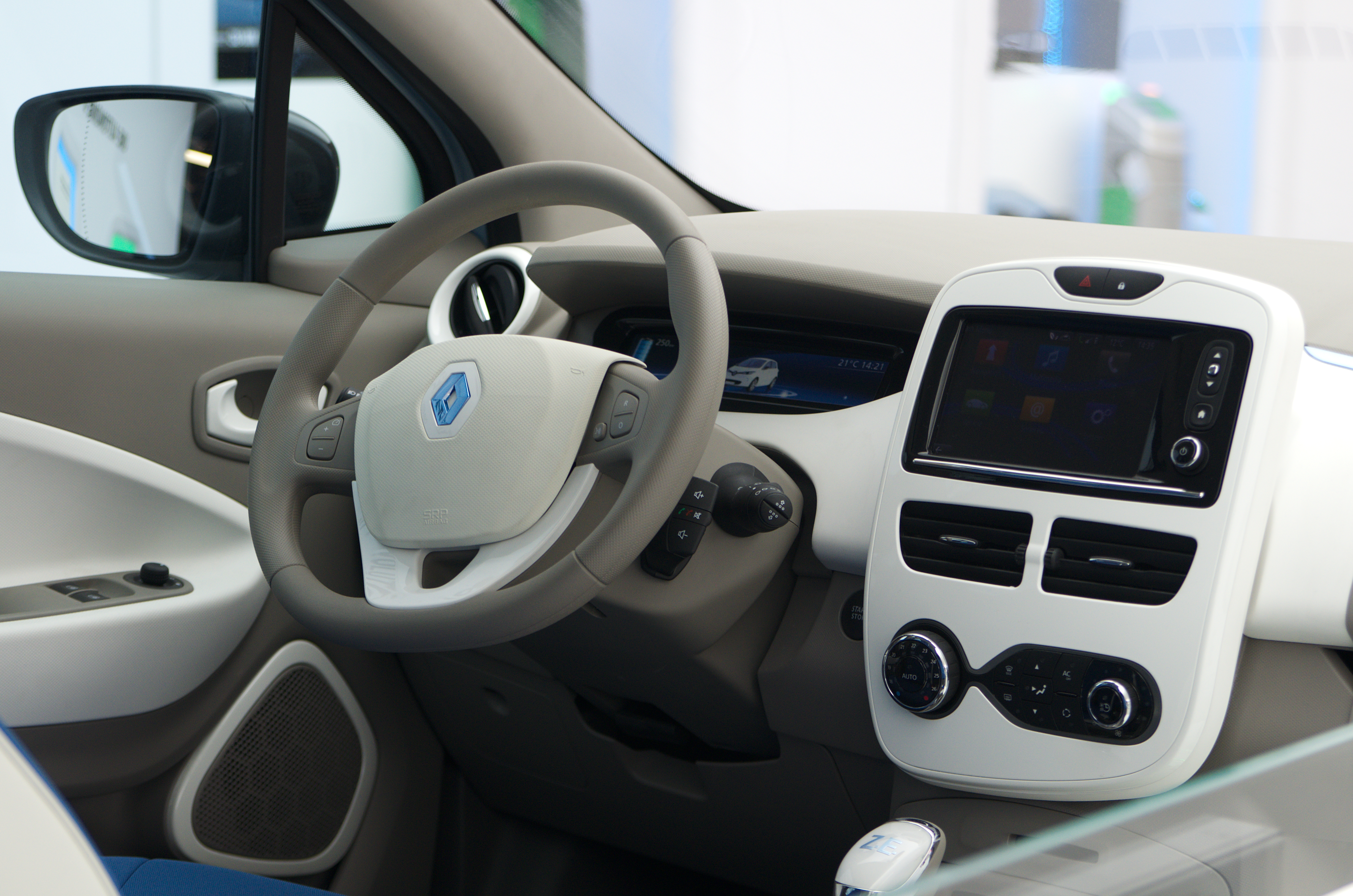
Il posto guida

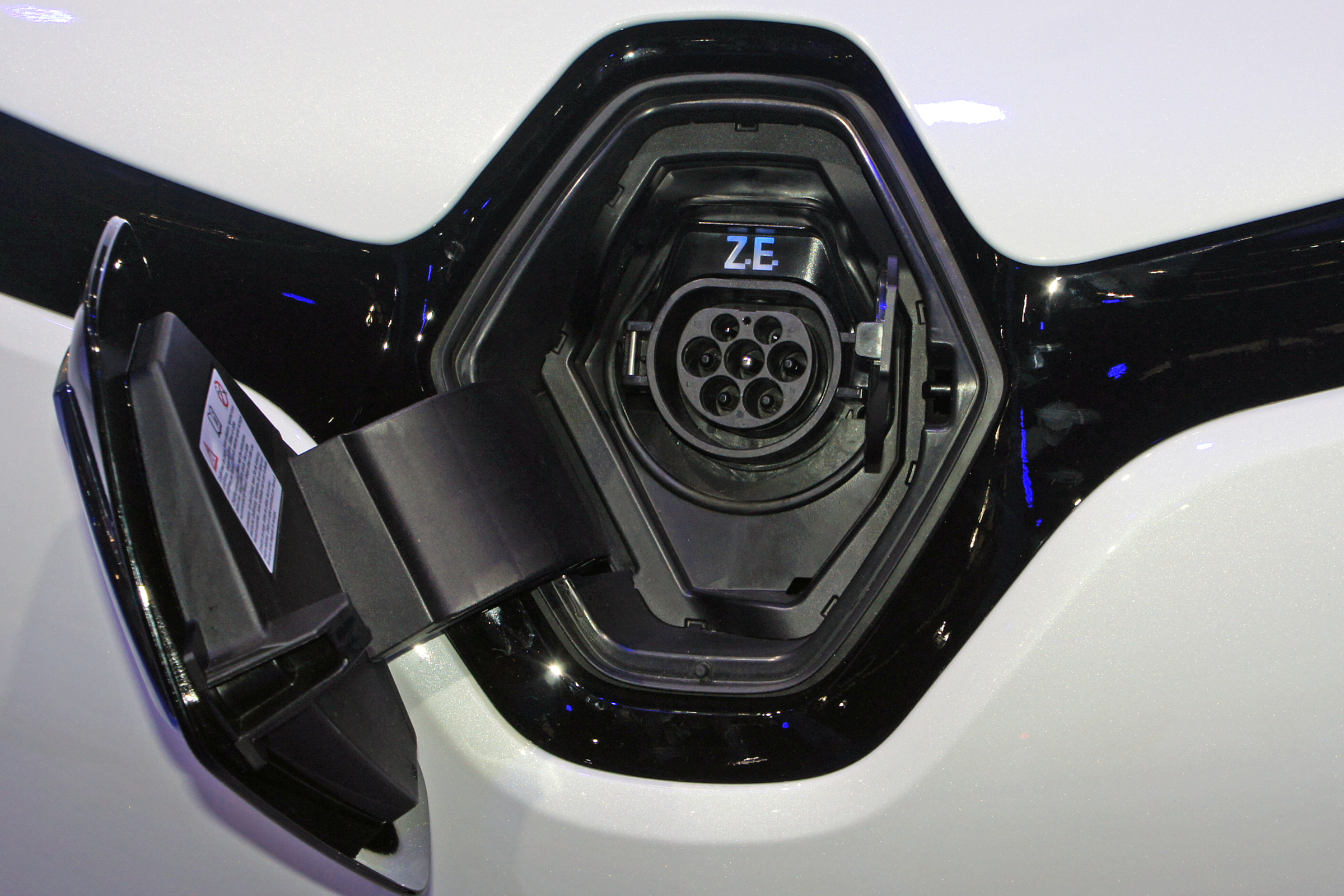
La presa Tipo 2 per la ricarica

Dal punto di vista stilistico, la Zoe riprende le soluzioni stilistiche presentate con il concept Zoe Preview. Da tale concept è stato ripreso per intero il frontale con i gruppi ottici a sviluppo orizzontale e la calandra in stile DeZir (dal nome della concept car che per prima introdusse il nuovo stile del frontale delle vetture Renault) con il logo centrale che funge da presa per la ricarica delle batterie. Il corpo vettura a due volumi con sviluppo in altezza piuttosto spiccato per favorire l'abitabilità (è alta quasi 1.57 metri) si differenzia rispetto alla Preview, per esempio la presenza della maniglie porta, assenti nel prototipo, e del tipo classico per le portiere anteriori e incorporato nei montanti per quelle posteriori. Un'altra differenza rispetto alla Zoe Preview è anche il diverso disegno degli specchietti retrovisori esterni.
La fiancata è caratterizzata da una linea di cintura alta e dalla presenza di una nervatura longitudinale che parte appena percettibile dal passaruota anteriore per poi divenire sempre più marcata, incontrare la maniglia della portiera anteriore e terminare la sua corsa in corrispondenza del faro posteriore. È presente anche una concavità a sviluppo longitudinale che invece percorre la zona inferiore della fiancata, lambendo la zona sottoporta. La coda è invece caratterizzata da gruppi ottici a forma di rombo con plastiche chiare, da un piccolo lunotto e da un massiccio paraurti che da solo costituisce gran parte della superficie in tinta della coda.
L'abitacolo, omologato per 5 persone, deriva (come anche tutta la parte strutturale) dalla Clio IV, come ad esempio il disegno della plancia che integra anche in questo caso il sistema multimediale R-Link a tablet e che condivide anche il disegno e la disposizione dei comandi della climatizzazione e delle bocchette centrali di aerazione. Tali soluzioni, che proprio sulla Clio IV hanno fatto il loro debutto nella produzione in grande serie, erano invece già state svelate a Ginevra nel 2012 proprio nella Zoe definitiva, la quale però ha subito un forte ritardo prima dell'effettiva messa in produzione. Il bagagliaio consente una capacità di 338 litri, ma tale valore può essere esteso a 1.225 litri mediante l'abbattimento dello schienale posteriore.

### Struttura, meccanica e motore

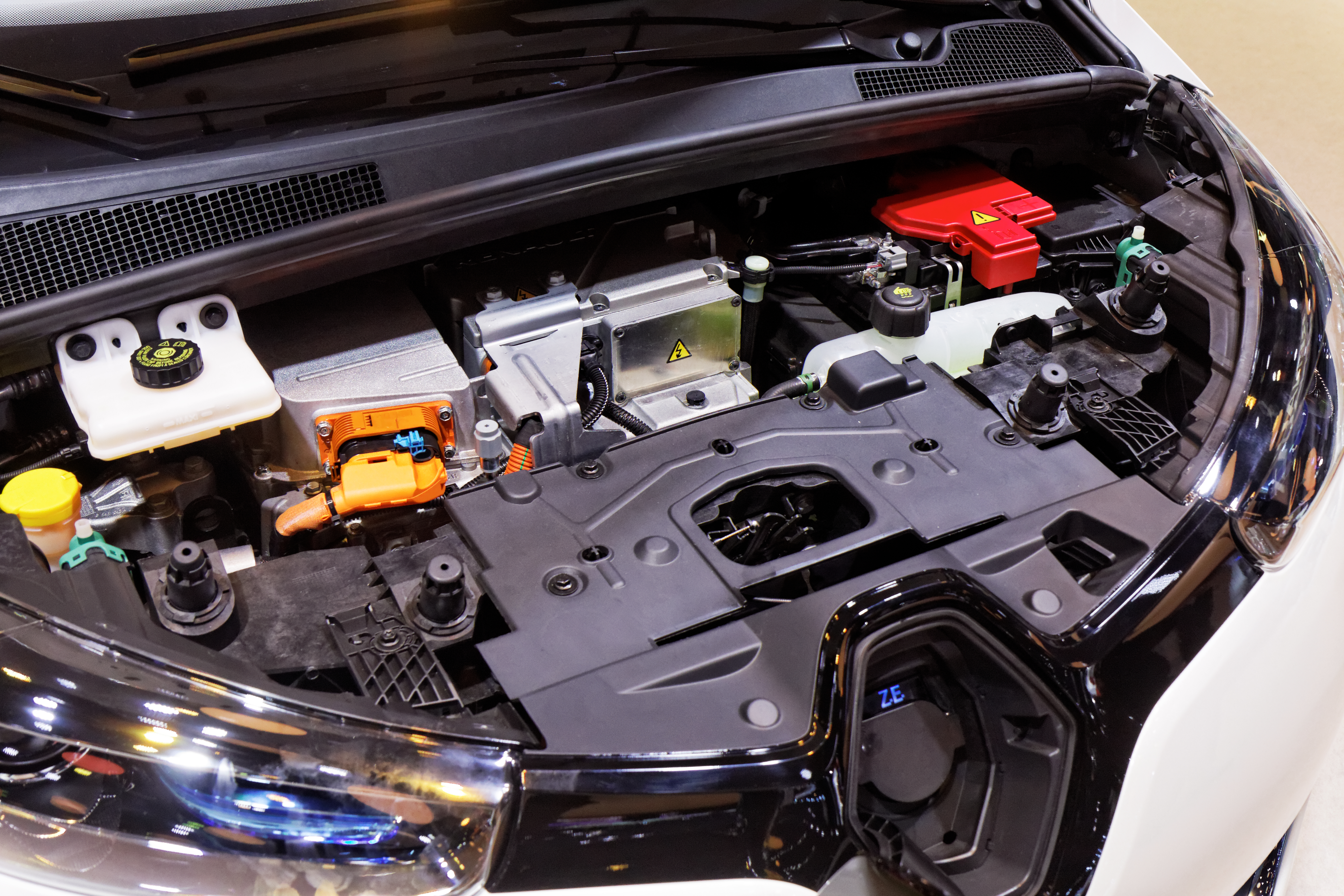
Il vano motore di una Zoe

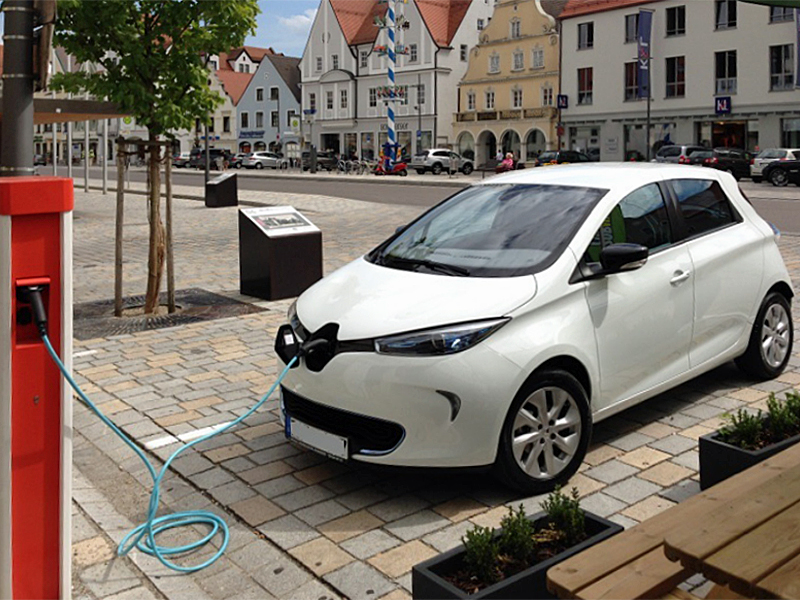
Una Zoe in fase di ricarica

Pur essendo una cosiddetta "full electric", la Zoe mantiene l'architettura costruttiva classica delle vettura con motore a scoppio, limite dato dalla stretta derivazione da un modello di questo tipo, e quindi con motore anteriore e trazione anteriore. Il pianale utilizzato, infatti, è lo stesso delle Clio III e, IV, ma anche lo stesso delle Nissan Micra e Note. La struttura della Zoe è stata realizzata con l'ormai consueta progettazione delle zone ad assorbimento d'urto. La scocca della Zoe prevede l'utilizzo di longheroni studiati per un miglior assorbimento dell'energia cinetica in caso di impatto. 
Nel caso di vetture come la Zoe è stato dato particolare peso anche alla disposizione delle batterie, che in questo caso arrivano a pesare ben 280 kg e che sono state disposte al centro del pianale. Queste non corrono il rischio di incendiarsi perché in contemporanea con l'attivazione degli airbag viene attivato un interruttore che taglia l'erogazione della corrente e dei 400 V di tensione. Ciò consente anche di mettere al riparo gli occupanti della vettura dal pericolo di scosse elettriche. 
Dalla Clio viene ripresa anche la geometria del retrotreno a ruote interconnesse, mentre l'avantreno è invece del tipo MacPherson, ma di origine Mégane III. L'impianto frenante è di tipo misto, cioè con dischi autoventilanti all'avantreno e tamburi al retrotreno. 
Il "motore" della Zoe è elettrico sincrono da 88 CV di potenza massima (e fino a 220 Nm di coppia massima). In modalità Eco la potenza viene ridotta a 59 CV per prolungare l'autonomia. Tale motore è alimentato da un pacco batterie agli ioni di litio e manganese ricaricabili grazie a un sistema ideato da Renault e denominato Caméléon, il quale prevede la possibilità di ricaricare in più modalità: con la presa elettrica di casa (3 kW) e ricarica in 6-9 ore, oppure mediante le colonnine di ricarica da 22 kW che richiedono un'ora per ricaricare le batterie all'80%, oppure ancora con le colonnine da 43 kW che invece richiedono mezz'ora sempre per una ricarica all'80%. Per quanto riguarda la Trasmissione, la Zoe è provvista di una semplice trasmissione monomarcia, nella plancia vi è la leva per selezionare le modalità di marcia avanti, retromarcia, modalità parcheggio e folle, allo stesso identico modo delle vetture equipaggiate con cambio automatico. Quanto alle prestazioni, la Zoe raggiunge una velocità massima di 135 km/h con scatto da 0 a 100 km/h in 13,5 secondi. 

### Produzione

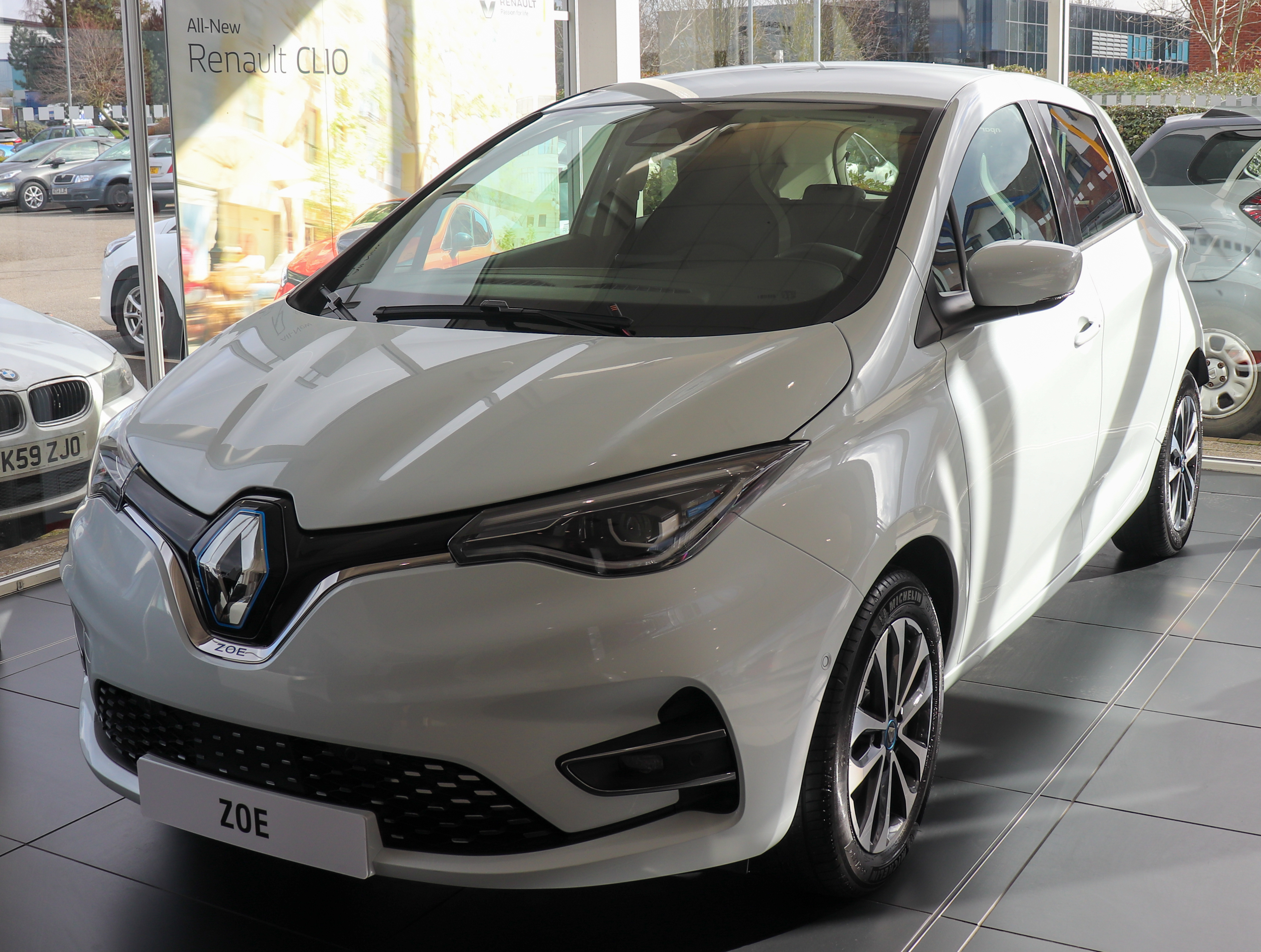
Una Renault Zoe II

Dalla sua prima presentazione, al Salone di Ginevra del 2012, all'effettiva commercializzazione della Zoe si sarebbe comunque dovuto attendere oltre un anno, anche se i primi esemplari hanno cominciato a essere prodotti e venduti già dal mese di dicembre del 2012. Tale forte ritardo è stato attribuito, dalla casa produttrice, alle difficoltà organizzative per stringere accordi con i fornitori di corrente elettrica dei singoli Paesi in cui è stata prevista la commercializzazione della Zoe. In Italia, per esempio, è stato stretto un accordo con l'Enel, che ha ideato un sistema di ricarica veloce presso le apposite colonnine urbane. Analogamente, in Danimarca e in Israele la Zoe dovrebbe poter contare sulla rete di servizi elettrici fornita dall'imprenditore israeliano Shai Agassi. Le batterie non sono incluse nel prezzo della vettura, ma sono a noleggio mediante un canone variabile in base al Paese. La produzione è stata avviata alla fine del 2012 nello stabilimento di Flins.

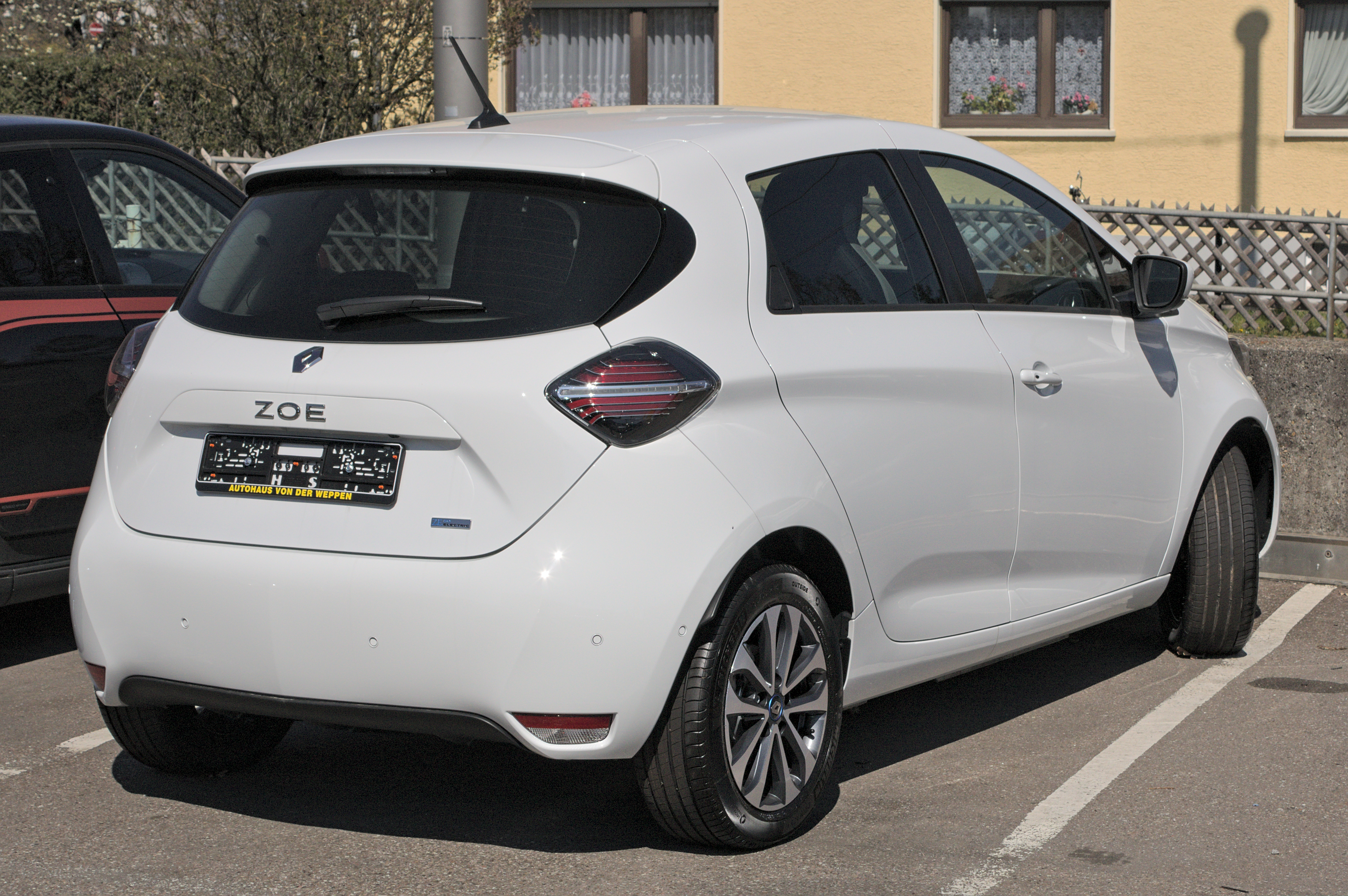
Vista posteriore

Nel giugno del 2019 è stata presentato il restyling della Zoe, indicato anche come Zoe II, come se si trattasse di una seconda generazione della compatta elettrica; in realtà si è trattato più di un pesante aggiornamento. A livello stilistico le principali modifiche effettuate consistono nel ridisegno del cofano motore e dei paraurti, l'adozione della tecnologia a led per i fari e una calandra dotata di un nuovo logo di maggiori dimensioni. Le principali novità sul piano tecnico riguardano l'introduzione della batteria da 52 kWh e la presa di ricarica rapida in CCS Combo fino a 50 kW. All'interno, le plastiche rigide vengono sostituite da materiali più morbidi ed ecocompatibili, ma soprattutto viene adottato un gruppo plancia-cruscotto più simile a quello della Clio V appena lanciata. Due i motori disponibili, uno da 108 CV e uno da 135 CV. Con il motore più potente, la velocità massima è aumentata a 140 km/h e l'accelerazione da 0 a 100 km/h è scesa a 9,5 secondi. La produzione è cessata a marzo 2024.

## Motori
Fino al 2016 i codici dei motori erano legati all'autonomia dell'auto che li montava; in seguito, pur restando i motori gli stessi, la nomenclatura è cambiata legandosi invece alla potenza degli stessi.

### Q210/Q90/5AGen2
- Anno: 2012
- Progettato da: Continental
- Coppia: 220 Nm
- Potenza: 88 hp (65 kW)
- Regime di massima coppia: 290-2500 rpm (250-3500)
- Regime di massima potenza: 3000-11300 rpm
- Supporto per ricarica fino a 43 kW tramite caricabatterie proprietario Chameleon.
- Consumi: 146 Wh/km
- Autonomia teorica calcolabile:
  - Batteria 22 kWh: 150 km
  - Batteria 41 kWh: 280 km
- Tipo 5AGen2[8]

### R240/R90/5AGen3
- Anno: 2015
- Coppia: 225 Nm
- Potenza: 92 hp (68 kW)
- Regime di massima coppia: 225-4000 rpm (225-3000)
- Regime di massima potenza: 3000-5000 rpm
- Supporta ricarica massima a 22 kW
- Consumi: 133 Wh/km
- Autonomia teorica calcolabile:
  - Batteria 22 kWh: 165 km
  - Batteria 41 kWh: 308 km
- Tipo 5AGen3[8]

### R75
- Progettato da: Renault
- Coppia: 210 Nm
- Potenza: 77 hp (57 kW)
- Regime di massima coppia: 210-2600 rpm
- Regime di massima potenza: 2600-9000 rpm
- Supporta ricarica massima a 22 kW.
- Consumi: 133 Wh/km
- Autonomia teorica calcolabile:
  - Batteria 22 kWh: 165 km
  - Batteria 41 kWh: 308 km

### R90
- Progettato da: Renault
- Coppia: 220 Nm
- Potenza: 92 hp (65 kW)
- Regime di massima coppia: 225-3000 rpm
- Regime di massima potenza: - rpm
- Supporta ricarica massima a 22 kW.
- Consumi: - Wh/km
- Autonomia teorica calcolabile:
  - Batteria 22 kWh: - km
  - Batteria 41 kWh: - km

### R110
- Anno: 2018
- Progettato da: Renault
- Coppia: 225 Nm
- Potenza: 107 hp (80 kW)
- Regime di massima coppia: 500 - 3395 rpm
- Regime di massima potenza: 3395 - 10886 rpm
- Supporta ricarica massima a 50 kW
- Consumi: 131 Wh/km
- Autonomia dichiarata:
  - Batteria 41 kWh: n/d, calcolabile[9] in 312 km
  - Batteria 52 kWh: 395 km

### R135
- Coppia: 245 Nm
- Potenza: 134 hp (100 kW)
- Regime di massima coppia: 1500 - 3600 rpm
- Regime di massima potenza: 4200 - 11163 rpm
- Supporta ricarica massima a 50 kW
- Consumi: 135 Wh/km
- Autonomia dichiarata:
  - Batteria 41 kWh: n/d, calcolabile[10] in 303 km
  - Batteria 52 kWh: 385 km

Nota: la Renault Zoe "ZE40" può essere equipaggiata con una qualunque delle suddette motorizzazioni ma è dotata della nuova batteria da 41 kWh, che sostituisce la precedente da 22 kWh. La nuova batteria è installabile anche sui vecchi modelli anche se la batteria era stata presa in leasing.

## Batterie
A ottobre 2019 la Zoe è disponibile con tre tipi di batterie abbinabili alle varie motorizzazioni:
- 22 kWh: 
  - Moduli: 12
  - Celle: 192
  - Tensione: 400V
  - kWh utilizzabili: 22
  - kWh disponibili: 25
  - % utilizzabile (DoD): 88%
  - Peso: 290 kg
  - Densità gravimetrica:
    - livello batteria: 86 Wh/kg
    - livello cella: 134 Wh/kg
- 41 kWh[13]: 
  - Costruttore: LG Chem
  - Moduli: 12
  - Celle: 192
    - Modello: E63
    - Chimica: NCM 622 (Nichel-Cobalto-Manganese 60%-20%-20%)
    - Capacità: 
      - Nominale: 63 Ah (da cui il nome)
      - 65.6Ah@21A (C/3)
      - 64.8Ah@32.5A (C/2)

    - Dimensioni: 125x325x11.5 mm
    - Tensione nominale: 3.6V
    - Tensione di ricarica: 4.2V

  - Tensione: 400V
  - Capacità:
    - Utilizzabili: 41 kWh
    - Disponibile: 44,1 kWh
    - % utilizzabile (DoD): 92%
    - A 25 °C: 43.9 kWh (100%) (temperatura di climatizzazione automatica)
    - A 0 °C: 39.7 kWh (90%)
    - A -10 °C: 37 kWh (84%)
    - A -20 °C: 26 kWh (60%)

  - Peso: 305 kg (solo celle: 185 kg)
  - Densità gravimetrica:
    - livello batteria: 134 Wh/kg
    - livello cella: 221 Wh/kg

  - Capacità/autonomia residue nel tempo:
    - 100%, 303 km da nuova
    - 94% dopo 200 cicli (285 km dopo 61.000 km percorsi)
    - 84% dopo 1000 cicli (254 km dopo 300.000 km percorsi)
    - 80% dopo 1400 cicli (242 km dopo 425.000 km percorsi)
- 52 kWh: 
  - Costruttore: LG Chem
  - Moduli: 12
  - Celle: 192
  - Modello: LGX E78
    - Chimica: NCM 712 (Nichel-Cobalto-Manganese 70%-10%-20%)

  - Tensione: 400V
  - kWh utilizzabili: 52
  - kWh disponibili: 55,6
  - % utilizzabile (DoD): 92%[14]
  - Peso: 326 kg (solo celle: 200 kg)
  - Densità gravimetrica:
    - livello batteria: 168 Wh/kg
    - livello cella: 265 Wh/kg

## Autonomia
La casa costruttrice fornisce i seguenti dati relativamente all'autonomia dei vari modelli. 
- Q210/Q90 + 22kWh: 210 km NEDC; 150 km reali (70%) , 100 km con riscaldamento acceso (48%)
- R240/R90 + 22 kWh: 240 km NEDC; 175 km reali (74%), 115 km con riscaldamento acceso (48%)
- ZE40 + 41 kWh[16]: 400 km NEDC; 280 km reali (70%), 192 km con riscaldamento acceso (48%). La nuova batteria da 41 kWh è installabile anche sui vecchi modelli Q210 e R240[11], anche se la batteria era stata presa in leasing[12].
- ZE50 + 52 kWh: 557 km NEDC ipotizzabili[17]; 390 km reali (WLTP); 267 km[17] con riscaldamento acceso (48%)

Nota: il ciclo NEDC è progettato per rendere confrontabili in modo scientifico le prestazioni di auto diverse, quindi è estremamente schematico e poco realistico, ma molto rigoroso scientificamente.
Dal 1º settembre 2017 il NEDC è stato rimpiazzato dal successore, denominato WLTC (Worldwide harmonized Light vehicles Test Cycles), che è parte della più ampia procedura di prova per veicoli leggeri armonizzata a livello mondiale (WLTP) e che fornisce dati di consumo più vicini a quelli reali.

## Risultati sportivi

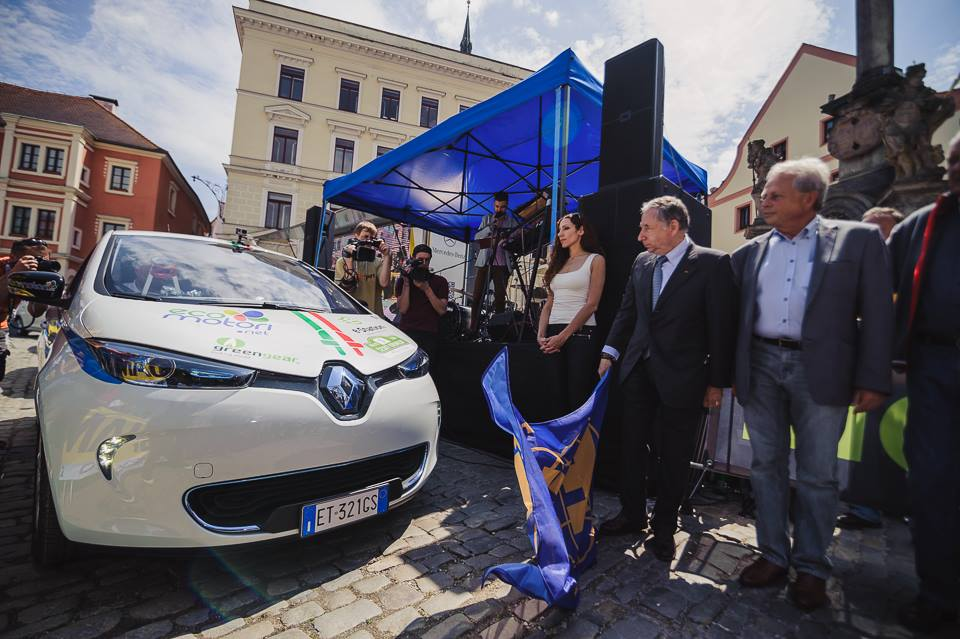
Renault Zoe Racing

Nella stagione 2016 la Renault Zoe della scuderia Ecomotori Racing Team, condotta da Nicola Ventura e Guido Guerrini, ha conquistato la FIA Alternative Energies Cup, laureandosi campione del mondo nella categoria riservata alle auto elettriche.